# تیم ملی فوتسال فلسطین
تیم ملی فوتسال فلسطین  نماینده فلسطین در مسابقات بین‌المللی فوتسال و یکی از تیم‌های فوتسال آسیایی است.
براساس رده‌بندی فیفا تیم فوتسال فلسطین جایگاه ١٠۴ را در بین تیم‌های ملی فوتسال جهان دارد.